# Inklusiv pædagogik
 For alternative betydninger, se Inklusion. (Se også artikler, som begynder med Inklusion)
Inklusiv pædagogik eller inklusionspædagogik er en tilgang til pædagogik, hvis grundlæggende princip er diversitet og mangfoldighed i uddannelse og opdragelse. Fortalere for inklusiv pædagogik betragter forskelligartethed som det udgangspunkt, der anses for normen. De opfordrer til at der oprettes skoler som opfylder de uddannelsesmæssige behov for alle elever.
Inklusion er en overordnet politisk vision om et samfund, hvor alle har lige muligheder for at deltage i samfundets demokratiske processer og lige adgang til velfærdssamfundets ressourcer.
Inklusion er en faglig målsætning for velfærdsprofessionerne i stræben efter at skabe inkluderende lærings- og udviklingsmiljøer, hvor alle har ret til at være aktive deltagere.

## Afgrænsning af begreberne inklusion og eksklusion
Inklusion er ligeværdigt samspil om fælles mål, der er defineret ud fra såvel den enkeltes som de fælles behov.
Alle mennesker skal imødekommes med udgangspunkt i deres særlige behov. Målet er at alle børn og unge skal ses, anerkendes og værdsættes som de unikke personer de er, og dermed sikres en faglig, personlig og en social udvikling.
Eksklusion er det modsatte af inklusion, og betyder udlukkelse fra fællesskabet. I følge Bent Madsen kan eksklusion have to betydninger: at holde nogle ude som allerede er udenfor, eller man kan støde nogle ud, som før har været indenfor. I de to tilfælde er der tale om at udelukke eller holde nogle ude.
Inklusion bliver ofte forvekslet med integration. Forskelllen på disse begreber er, at man i et inkluderende miljø prøver at tilgodese alles behov, og ved integration prøver man at "normalisere" dem som ikke passer ind.
At fremme forskellighed som en positiv ressource er inklusion; det modsatte af eksklusion. Udtrykt som norm handler inklusion om at ”inkludere”, altså at der skal være plads til og respekt for alle uanset individuelle forskelle, såsom handikap, religion, kultur eller seksualitet. En anden definition på inklusion kan være værdsættelse: I et fællesskab værdsætter og respekterer deltagerne hinanden for de evner og den viden, hver enkelt besidder. Således er det muligt for alle, at kunne udføre et stykke arbejde ud fra egne forudsætninger.

## Historie

### Handicaporganisationerne i 1990'erne
I 1990´erne indleder handikaporganisationerne en ihærdig international kamp, for at få sat inklusion på den nationale dagsorden. Første gang vi ser det, er i forbindelse med vedtagelsen af ” FN´s standard regler om lige muligheder for mennesker med handicap” samt i Salamancaerklæringen. Det er nok de to dokumenter, der har haft størst betydning i arbejdet med, at sætte inklusion på den globale og nationale dagsorden.

### Salamanca-erklæringen 1994
I 1994 mødtes ca. 300 repræsentanter fra 92 lande og 25 internationale organisationer i Salamanca, Spanien, her vedtog man principerklæring kendt som Salamanca-erklæringen. Det centrale i dette dokument er princippet om, at alle børn også dem med særlige behov har ret til uddannelse, på lige vis. Skolerne skal derfor tage hensyn til den forskellighed der findes hos børn, de forudsætninger og de potentialer der er i den forskellighed.
I erklæringen påpeges det at, den inkluderende orientering er det mest effektive hjælpemiddel til at skabe bedste miljøer og til at realisere uddannelse og læring for alle.
Der er tale om et dokument, der har stor indflydelse på skolepolitikken i mange lande.
På tidspunktet for vedtagelsen havde vi her i Danmark nedlagt realskolen. Den danske folkeskolelov af 1993 bygger på intentionerne fra Salamanca-erklæringen om den inklusive skole eller som man I hvert fald hyppigere siger på dansk ”en skole for alle”.
Salamancaerklæringen er et handlingsprogram der vedrører principper, politik og praksis på det specialpædagogiske område, herunder også dagtilbudsområdet. Salamancaerklæringen blev til i den spanske by Salamanca ved en konference, arrangeret af den spanske regering og UNESCO. Det er i dette dokument begrebet inklusion anvendes på tryk for første gang. En svaghed ved dokumentet kan være, at det ikke indeholder en klar definition på begrebet inklusion.

### FN’S Handicapkonvention 2006
Ved FN den 13. December 2006 blev FN’s handicapkonvention vedtaget. Men det var først 23. august 2009 at konventionen trådte i kraft i Danmark.
Mennesker med Handicap beskrives ifølge konventionen som personer som har en langvarig fysisk, mental, intellektuel eller sensorisk funktionsnedsættelse som besværliggøre disse menneskers samfundsliv.
Konventionen skal sikre de handicappedes menneske- , friheds- og grundrettigheder. Samt deres borgerlige , politiske, sociale, økonomiske og kulturelle rettigheder. Dog er konventionen ikke nyskabende på dette område.
Konventionens mål er at mennesker med funktionsnedsættelser skal opnå lige muligheder og de samme rettigheder, som andre mennesker har. Derfor tager konventionen stor afstand til diskrimination af mennesker med funktionsnedsættelse uanset i hvilken sammenhæng og af hvilken grund. Derimod er positiv særbehandling stadig tilladt. Derfor må Danmark overveje hvilke nye love der muligvis skal til og hvilke der skal ændres.[kilde mangler]

### 2000'erne
I Danmark har der i det seneste årti været et stort politisk fokus på INKLUSION og som en naturlig konsekvens heraf også EKSKLUSION. Dette er især sket på baggrund af de fælles aftaler og konventioner i FN-regi. Disse aftaler og konventioner skal ratificeres af den danske regering og udmøntes i forskellige nationale politikker, som igen efterfølgende skal formuleres til en egen dagsorden i de enkelte kommuner i form af en børne- og en handicappolitik.
Dr.phil. Per Schultz Jørgensen kalder begrebet inklusion for: “et ”sesam-ord”, fordi det kan åbne alle politiske døre“, og fortsætter: “Inklusion kan være en politisk målsætning, som gør det muligt at undgå de dyre specialforanstaltninger, samtidig med, at man får de gavnlige effekter af den inkluderende pædagogik“.
Alle de politiske partier og forskellige interesseorganisationer har således en holdning til inklusion og eksklusion i folkeskolen og i dagtilbud.
Den danske regering med Undervisningsminister Tina Nedergaard (V) i spidsen annoncerede januar 2011 målsætningen at 97% af alle børn skal rummes i normalklasserne inden år 2020 . Med de rette indsatser kan flere elever med særlige behov rummes i den almindelige folkeskole. Det er Undervisningsministeriets konklusion på en ny rapport "De mange veje" 
Kommunernes Landsforenings bestyrelse vedtog den 20. juni 2008 et nyt KL Politik – om inklusion i folkeskolen, som blandt andet sætter fokus på følgende:
- Alle børn har ret til at være i folkeskolen
- Folkeskolen skal møde alle børn med udgangspunkt i det enkelte barns behov
- For at fremme inklusion er det nødvendigt, at tankegangen om inklusion gennemsyrer ’hele systemet’ politisk, organisatorisk og ressourcemæssigt
- Der er behov for en grundlæggende begrebsafklaring af, hvad der er specialundervisning, og hvad der er almenundervisning. Grænsen for hvornår der er tale om specialundervisning med inddragelse af PPR m.v., bør flyttes.

Socialdemokratiet og Socialistisk Folkeparti har i deres fælles forslag til en reform af folkeskolen: ”En ny start for folkeskolen”  fra december 2010 fremsat 10 forslag til fremtidig politisk forhandling, hvoraf det 4. Punkt handler om at færre børn i folkeskolen skal have behov for specialundervisning. “I stedet skal normalundervisningen styrkes, og langt flere elever kan inkluderes i den almindelige undervisning med de nødvendige støtteforanstaltninger. Ressourcerne til specialundervisning skal i højere grad anvendes forebyggende, i stedet for at vente til problemerne er opstået.”

## Inkluderende pædagogik
Inkluderende pædagogik omfatter:
- Analyser af strukturer, organisering og praksis, der bidrager til eksklusion
- Optimale udviklings og læringsmiljøer
- Anerkendende tilgange
- Systemisk tænkning
- Kulturelle forhold

### Analyser af strukturer, organisering og praksis, der bidrager til eksklusion
Det vigtigste element i inklusionens pædagogik er en stadig opmærksomhed på de forhold i den pædagogiske praksis, som bidrager til eksklusion. Inklusion og eksklusion er begreber som ikke kun teoretisk forudsætter hinanden, men som også må analyseres som praksis. Følgende må tages i betragtning:
- Tilbyder de aktiviteter og de materialer det pædagogiske personale gør brug af deltagelsesmuligheder til alle?[8]
- Stadig opmærksomhed på de eksklusionsprocesser der forgår børn og unge imellem og støtte til deltagelse – det pædagogiske personale er i højere grad aktive og intervenerende i inklusionens pædagogik end i den hidtidige pædagogik[8].
- Er den pædagogiske organisering optimal for at kunne imødekomme alles behov for deltagelse? Udtrykket "pædagogisk organisering" bruges her frem for udtrykket "struktur", og henviser til at alle dagligdags aktiviteter og begivenheder er organiseret i forhold til anvendelsen af de pædagogiske ressourcer – hvem gør hvad og hvordan og med hvilke ressourcer?[9]

- Ydes støtten til børn og unge med særlige behov på måder der samtidig er ekskluderende ved at hæmme deltagele. På kommunalt niveau kan en meget streng forvaltningsmæssig opdeling mellem normal og særlig være problematisk for inklusionens pædagogik, dette gælder også den støtte der gives i institutioner for børn og unge, hvor støtten kan være for individorienteret frem for også at være rettet mod det fællesskab, som skulle være inkluderende.

### Anerkendende tilgange
|  | Eftersyn Dette afsnit bør gennemlæses af en person med fagkendskab for at sikre den faglige korrekthed. |

Den anerkendende pædagogik en er en stor del af inklusionen. Hvis man skal være inkluderende, skal man samtidig være anerkendende! Indenfor den anerkendende pædagogik, handler det om, at man skal skabe et positivt grundlag hos barnet, for at det kan klare de udfordringer det støder på. Anerkendelse skaber dermed tryghed og øger selvværdet hos barnet.
Bente Lynge; psykolog, folkeskolelærer mm.
Teori:
Lis Møller (er lektor i psykologi ved Pædagogseminariet i Aalborg, University College. Hun har desuden mange års erfaring med udviklingsarbejde og supervision af professionelle i pædagogisk og socialt arbejde.) Mener at brugerne af anerkendende pædagogik afstemmer en reaktion efter en person, situation og sammenhæng. Man skal være lyttende og indlevende i samtalen med det enkelte individ.
Hun fortæller også at man skal være bevidst om hvad brugeren bidrager med i relationen. Kræver tid og nærvær. Under en samtale er det vigtigt at du ikke tænker tilbage, men holder dig i nuet, man skal give plads til den andens vurdering.
Berit Bae er forsker og forfatter med pædagogisk baggrund. Hun har bl.a. forsket i anerkendelse, der defineres ud fra 5 delelementer: at være åben, forstående, bekræftende, selvreflekterende, afgrænsende og samtidig at kunne genkende oplevelsen i sig selv.
Bae anser den anerkendende relation som et ideal, der så vidt muligt ønskes efterstræbt. Dette fordi samfundet i dag i høj grad er uligeværdigt, og de som har definitionsmagt vælger ofte at bruge magten forkert, således at det hæmmer børnenes selvtillid og selvstændighed i stedet for at fremme. Ved at benytte sig af den anerkendende relation, kan man blive mere bevidst om hvordan definitionsmagt kan bruges, med udgangspunkt i at skabe bedre forudsætninger for at børnene møder respekt og får følelsen og lysten til at fortsætte i en selvstændig og udviklende retning.

Den tyske filosof og sociolog Axel Honneth inddeler anerkendelsesbegrebet i tre niveauer, som han kalder de tre anerkendelsessfærer; privatsfæren, den retslige sfære og den solidariske sfære.
- Privatsfæren:

Kærlighed er Honneths første anerkendelsessfære. Denne adskiller sig fra de to andre sfærer, idet den er en betingelse for at kunne danne tætte relationer. Ifølge Honneth eksisterer kærligheden som en anerkendelsessfære, idet kærlighedsforholdet blandt individer opleves gennem et tosidigt emotionelt behov, derved opnår begge parter et følelsesmæssigt afhængighedsforhold.
Gennem dette forhold vil individet finde ud af, hvordan behovet for anerkendelse bliver dækket af den anden part. Forholdet mellem barn og forældre, mellem mand og kone og mellem venner danner de symmetriske relationer, hvor individet opbygger en fortrolighed med sin identitet og oplever, at den bliver anerkendt og taget i mod.
Betingelsen for, at barnet kan begå sig i en konfliktfyldt verden, er den succesfulde tilknytning, som barnet bør have til sine forældre. Venskaber og den resterende familie bliver en del af anerkendelsesforholdet, som opretholder den grundlæggende selvtillid.
- Den retslige sfære:

Den anden form for anerkendelse er anerkendelsen for menneskets uafhængige handlinger. Igennem de almene rettigheder, mennesket har som deltager af samfundet, vil man opnå selvrespekt for sig selv som en ligeværdig deltager i samfundet. Mennesket får også anerkendelse igennem de love og regler der sikrer os en tryghed, såsom velfærdstaten.
- Den solidariske sfære:

Den tredje form anerkendelsessfære foregår i forholdet til gruppen, fællesskabet og samfundet. Ved at individet tager del i og engagerer sig positivt i fællesskabet, opnås anerkendelsen. Ved at indgå i dette fællesskab oplever individet at være en del af en gruppe og samtidig blive anerkendt for at være sig selv. Individet bliver anerkendt for sine egenskaber, kvaliteter og det individet bidrager med i gruppen. Herved opnår individet værdsættelse af sig selv. Værdsættelsen af sig selv gør, at man kan anerkendes som et medlem af et solidarisk fællesskab.
Til de tre sfærer nævner Honneth også krænkelsesform. Til sfæren for kærlighed og familie bliver krænkelsesformen nævnt som totur, voldtægt, fysisk misbrug. I den retslige sfærer bliver krænkelsesformen set, hvis et barn f.eks. bliver udelukket fra bestemte rettigheder og til den solidariske sfære handler det om tab af personlig selvværdsættelse. Problemstillingen kan illustreres ved Bent Madsens model:
| Overskriftstekst | Anerkendelse | Værdsættelse | Afgrænsning |
| ---------------- | ------------ | ------------ | ----------- |
| Giver            |              |              |             |
| Modtager         |              |              |             |

Modellen fortæller at når giveren anerkender det enkelte individ, modtager han/hun værdsættelse1 og giver anerkendelse tilbage og sammen kommer man til det fælles 3. (afgrænsning) og har begge to en rolle i samtalen.
fx Et barn er på en fodbold bane og en pædagog (giver) fortæller barnet at hvordan han er blevet så god til at sparke til en bold, barnet (modtager) fortæller at det er fordi jeg har set efter dig og fået læring. Begge har fået afgrænsning og blevet anerkendt.
KRAP (Kognitiv, Ressourcefokuseret og Anerkendende Pædagogik ) En tilgang til anerkendelse:
Anerkendelse er en dyb og meget vigtig basis for det enkelte menneske. Så betydningsfuld en basis, at det kan sammenlignes med fundamentet i et bygningsværk. Er fundamentet i en bygning ikke i orden, kræver det ikke megen fantasi at drage en parallel til anerkendelsen hos et menneske: Er dén ikke i orden, skal personen stives af på tilsvarende måde som bygningsværket med det dårlige fundament.
Anerkendelsen giver, basis for at vi kan udvikle vores selvfølelse, vores social kompetencer – og alt det andet, vi er som mennesker.
Anerkendelse er at se og acceptere det der er.
se endvidere www.krap.nu
Anerkendelse omfatter i KRAP´s forståelse bl.a.:
•	At blive set – som man er – af et andet menneske
•	At blive taget alvorligt som menneske
•	At blive mødt som værende ligeværdig
•	At opleve at være OK, blot som man er

### Inklusion og kulturelle forskelligheder
Set ud fra et samfundsmæssigt perspektiv er inklusion et vidt favnende begreb;
Det kan anskues ud fra flere vinkler i kraft af samfundets multietnicitet.
Fra et pædagogisk perspektiv kommer de kulturelle forskelligheder i høj grad til udtryk;
For eksempel ses det oftere og oftere i institutioner, at blandt andet bøger, legetøj og højtider indrettes efter de individuelle forskelle hos børnene; herigennem inkluderes alle børn på tværs af deres forskelligheder.
Et eksempel på dette ses i den danske forfatter Manu Sareens forfatterskab. Sareen har skrevet ”Iqbal Farooq og den sorte pjerrot” – en bog om en indisk familie på Nørrebro, fuld af forskellige kulturelle referencer. Blandt andet beskæftiger bogen sig med spørgsmålet: Hvordan holder man egentlig dansk jul?. Sareen har endvidere fremstillet en såkaldt "Perkerkanon" som modsvar til den danske litteraturkanon. Sareen begrunder dette med, at der fra Kulturministeriets side ikke var blevet taget nok hånd om de etniske minoriteter i udarbejdelsen af den originale litteraturkanon.
At vi lever i et multikulturelt samfund, kommer også til udtryk på en anden måde i flere og flere institutioner. Her er det blevet normalt at indføre madordninger: Dette i form af både levering af mad udefra, men ligeledes i form af en køkkenassistent der laver mad til institutionen. Maden bærer på en del institutioner præg af, at være tilrettelagt således at der er noget, som alle kan spise; Uanset hvilken religiøs overbevisning det enkelte individ nu engang har, om man er vegetar o.l..
Inklusion kan desuden ses i lyset af det at deltage i et fællesskab, hvor der er givne normer og regler for deltagelse.
Anskuer vi igen dette ud fra et pædagogisk perspektiv kan det ses således:
Hvis et barn ikke overholder de gældende regler for samvær i institutionen, vil konsekvensen i de fleste tilfælde være eksklusion fra fællesskabet. 

## Ressourcer
Nationalt Videncenter for Inklusion og Eksklusion (NVIE) etableret i samarbejde mellem University College Vest og University College Copenhagen har leveret bidrag inden for udvikling af inkluderende tiltag. NVIE var ledet af Bent Madsen, cand.pæd.pæd.
Forskningsprogrammet Social- og Specialpædagogik i Inkluderende Perspektiv (ved Institut for Uddannelse og Pædagogik (DPU), Aarhus Universitet) har gennem en årrække udforsket inklusionens problematikker. Susan Tetler tiltrådte 2011 et professorat med særlige opgaver indenfor området: Inkluderende specialpædagogik. Bogen Inkluderende pædagogik fra 2010 af Bjørg Kjær formidler empirisk forskning om god pædagogisk praksis i arbejde med børn i psykosociale vanskeligheder i ikke-segregerede daginstitutioner.